# هنري جاكسون (رجل أعمال)
هنري جاكسون (بالإنجليزية: Henry Jackson)‏ هو شخصية أعمال أمريكي، ولد في 16 ديسمبر 1964 في نيويورك في الولايات المتحدة.